# Augusto de Campos
Augusto de Campos (né le 14 février 1931 à São Paulo) est un écrivain brésilien, qui, avec son frère Haroldo de Campos (en), est le fondateur du mouvement de la poésie concrète au Brésil. Il est aussi traducteur, critique musical et artiste visuel.

## Biographie
En 1952, avec son frère et Décio Pignatari, il lance le magazine Noigrandes, introduisant au Brésil le mouvement international de poésie concrète. Les jeunes poètes cherchent alors une poésie « verbi-voco-visuelle », soit une fusion radicale des techniques littéraires pour créer une « poésie de l'invention », dans laquelle la syntaxe et la versification traditionnelle seraient abandonnées. Dans son poème Bestiario (1955), de Campos se réfère à la solitude qui sous-tend la pratique artistique du poète.
Augusto de Campos et son frère participent au spatialisme de Pierre Garnier.
Lors de la Biennale de l'art contemporain lyonnaise 2011, la poésie d’Augusto de Campos est affichée sur certains murs de la Sucrière, de l'usine TAZ ou du Musée d'art contemporain de Lyon, afin de  « dialoguer » avec les autres œuvres. Le texte est posé comme œuvre, l'œuvre comme texte.